# Merlin Properties
Merlin Properties SOCIMI SA és una empresa amb seu a Espanya que es dedica al negoci dels fideïcomisos d'inversió immobiliària (Socimi). Va ser fundada el 2014 per antics executius de Deutsche Bank. L'empresa se centra en l'adquisició, la gestió i el lloguer d'immobles comercials situats a la península ibèrica, principalment a Espanya. Les activitats de l'empresa es divideixen en sis segments: Edificis d'oficines, que opera una cartera d'oficines; locals comercials minoristes, arrendament de comerços minoristes; centres comercials, gestió de grans magatzems; logística i centres de distribució; hotels, mitjançant l'arrendament d'edificacions hoteleres i altres, que inclou el lloguer de propietats immobiliàries residencials.
L'empresa controla diverses filials, com Tree Inversiones Inmobiliarias SOCIMI SAU, MPEP - Properties Escritorios Portugal SA, Testa Inmuebles en Renta SOCIMI SA i Obraser SA.
Amb el suport de fons d'inversió internacionals com ara BlackRock, Principal Financial Group, Marketfield i Invesco, va comprar a BBVA més de 1000 oficines. Posteriorment va adquirir la divisió patrimonial de Sacyr (Testa) i Metrovacesa. Cotitza a l'IBEX 35 des del 2015.
El 2020 Manel Lao es va convertir en el segon accionista de la companyia després de vendre's CIRSA.